# Passadumkeag
Passadumkeag es un pueblo ubicado en el condado de Penobscot en el estado estadounidense de Maine. En el Censo de 2010 tenía una población de 374 habitantes y una densidad poblacional de 6,26 personas por km².

## Geografía
Passadumkeag se encuentra ubicado en las coordenadas 45°11′35″N 68°35′41″O / 45.19306, -68.59472. Según la Oficina del Censo de los Estados Unidos, Passadumkeag tiene una superficie total de 59.74 km², de la cual 59.35 km² corresponden a tierra firme y (0.65%) 0.39 km² es agua.

## Demografía
Según el censo de 2010, había 374 personas residiendo en Passadumkeag. La densidad de población era de 6,26 hab./km². De los 374 habitantes, Passadumkeag estaba compuesto por el 95.45% blancos, el 0% eran afroamericanos, el 0.8% eran amerindios, el 0.53% eran asiáticos, el 0% eran isleños del Pacífico, el 0% eran de otras razas y el 3.21% pertenecían a dos o más razas. Del total de la población el 0.8% eran hispanos o latinos de cualquier raza.